# ブリン・ホール
ブリン・ホール（Bryn Hall、1992年2月3日 - ）は、ニュージーランド・オークランド出身のラグビーユニオン選手。ジャパンラグビーリーグワンのクボタスピアーズ船橋・東京ベイに所属している。

## プロフィール
- ニュージーランドオークランド出身。
- ポジションはスクラムハーフ(SH)。
- 身長 183 cm、体重 93 kg
- U20ニュージーランド代表に選ばれたことがある[1]。
- マオリ・オールブラックスに選ばれたことがある[2]。

## 略歴
2012年、ニュージーランド州代表選手権（NPC）のチーム ノース・ハーバーに加入。2021年まで所属した。
スーパーラグビーのチームにおいては、2013年から2016年までブルーズに、2017年から2022年までクルセイダーズで活動した。
2022-23シーズンから静岡ブルーレヴズに入団。
2022年12月17日、JAPAN RUGBY LEAGUE ONE第1節トヨタヴェルブリッツ戦にて先発出場で日本での公式戦初出場を果たした。
2024年5月、2シーズン在籍した静岡ブルーレヴズを退団。
2024年7月、ニュージーランド州代表選手権（NPC）のノース・ハーバーに3年ぶりに加入した。
2024年9月26日、クボタスピアーズ船橋・東京ベイへの入団を発表。